# Maria-catarinense
Falso-tódi-catarinense ou maria-catarinense (Hemitriccus kaempferi) é uma espécie de ave da família Tyrannidae,endêmica das florestas tropicais do sudeste do Brasil. Ocorre na mata atlântica, litoral paranaense e catarinense. Está seriamente ameaçada pela perda de habitat.
Alimenta-se de invertebrados.